# Jordan Farmar
Jordan Robert Farmar (* 30. November 1986 in Los Angeles, Kalifornien) ist ein ehemaliger US-amerikanischer Basketballspieler, der die meiste Zeit seiner Profikarriere in der NBA aktiv war.

## Karriere
Farmar besuchte das College der UCLA, bevor er im NBA-Draft 2006 an 26. Stelle von den Los Angeles Lakers ausgewählt wurde. Dem 1,88 Meter großen Guard gelang eine überzeugende Debütsaison und er startete die letzten zwei Saisonspiele sowie die gesamten Play-offs der NBA-Saison 2006/07. Er wurde zu den Rookie-Challenge-Spielen von 2007 und 2008 eingeladen.
In der NBA-Saison 2007/08 kam er als Backup für Derek Fisher zum Einsatz und überzeugte mit einem verbesserten Wurf aus der Distanz und von der Dreipunktelinie. Am Ende der Saison lagen die Lakers an erster Stelle in der Western Conference und kamen bis ins Finale, wo sie dann aber an den Boston Celtics mit 2:4 scheiterten. In der Saison 2008/09 erreichten sie erneut das Finale und konnten dieses Mal mit 4:1 gegen die Orlando Magic gewinnen.
Im Zuge des NBA-Lockouts zur Saison 2011/12 wechselte er zu Maccabi Tel Aviv, besaß jedoch für den Fall eines Endes des Tarifstreits in der NBA eine Ausstiegsklausel, um zu den New Jersey Nets zurückzukehren.
Während der Spielzeit 2013/14 stand Farmar erneut bei den Lakers unter Vertrag. Er unterzeichnete bei seinem ehemaligen Team einen Vertrag bis 2014.
Zur Saison 2014/15 wechselte Farmer zu Stadtrivale Los Angeles Clippers. Er unterzeichnete dort einen Vertrag bis 2016, wurde aber Anfang Januar 2015 von den Clippers entlassen.
Nach Stationen in der Türkei und Israel kehrte Farmar im Frühjahr 2016 in die NBA zurück und schloss sich den Memphis Grizzlies bis Saisonende an. Zur Saison 2016/2017 wechselte er im Anschluss zu den Sacramento Kings.